# Diocese de Afogados da Ingazeira
A Diocese de Afogados da Ingazeira (Dioecesis Afogadensis de Ingazeira) é uma circunscrição eclesiástica da Igreja Católica no Brasil, pertencente à Província Eclesiástica de Olinda e Recife e ao Conselho Episcopal Regional Nordeste II da Conferência Nacional dos Bispos do Brasil, sendo sufragânea da Arquidiocese de Olinda e Recife. A sé episcopal está na Catedral Senhor Bom Jesus dos Remédios, na cidade de Afogados da Ingazeira, no estado de Pernambuco.

## Histórico
A Diocese de Afogados da Ingazeira foi erigida a 2 de julho de 1956, pelo Papa Pio XII, desmembrada da Diocese de Pesqueira, por meio da bula "Qui volente Deo", tendo como padroeira Santa Maria Madalena, celebrada aos 22 de julho. Sua instalação, entretanto, só ocorreu aos 19 dias do mês de maio de 1957, quando da tomada de posse do seu primeiro bispo diocesano, Dom João José da Mota e Albuquerque. Este bispo - que mais tarde se tornaria arcebispo de São Luís, escolheu como lema do seu episcopado "In manus tuas"  (Em tuas mãos), e por quatro anos foi o pastor diocesano.
Aos 25 de maio de 1961 foi eleito o segundo bispo, Dom Francisco Austregésilo de Mesquita Filho, cearense, cognominado "Profeta do Pajeú", que escolheu como lema as palavras de Jo 10,10 "Ut vitam habeant" (para que tenham vida). Marcou profundamente a história da Diocese, ficando à sua frente por quarenta anos, até 2001 quando completou a idade canônica.
Aos 13 de junho de 2001 foi nomeado o terceiro bispo, Dom Luís Gonzaga Silva Pepeu, da Ordem dos Franciscanos Menores Capuchinhos (OFMCap).

## Demografia
O território da diocese é de 10 956 km², organizado em 24 paróquias. Em 2022, a diocese contava com uma população aproximada de 405 000 habitantes, com 93,6% de católicos.

## Bispos
Ao longo de sua história, a diocese teve cinco bispos:
| #      | Nome                                     | Período     | Notas                                      |
| Bispos | Bispos                                   | Bispos      | Bispos                                     |
| ------ | ---------------------------------------- | ----------- | ------------------------------------------ |
| 5º     | Limacêdo Antônio da Silva                | 2023-       | Atual                                      |
| 4º     | Egidio Bisol                             | 2009 — 2023 | Bispo emérito                              |
| 3º     | Luís Gonzaga Silva Pepeu, O.F.M.Cap.     | 2001 — 2008 | Nomeado Arcebispo de Vitória da Conquista. |
| 2º     | Francisco Austregésilo de Mesquita Filho | 1961 — 2001 | Renunciou por limite de idade.             |
| 1º     | João José da Mota e Albuquerque          | 1957 — 1961 | Nomeado bispo de Sobral.                   |